# Glyphonotus alajensis
Glyphonotus alajensis är en insektsart som beskrevs av Miram 1925. Glyphonotus alajensis ingår i släktet Glyphonotus och familjen vårtbitare. Inga underarter finns listade i Catalogue of Life.